# ソロヴェツキーの石

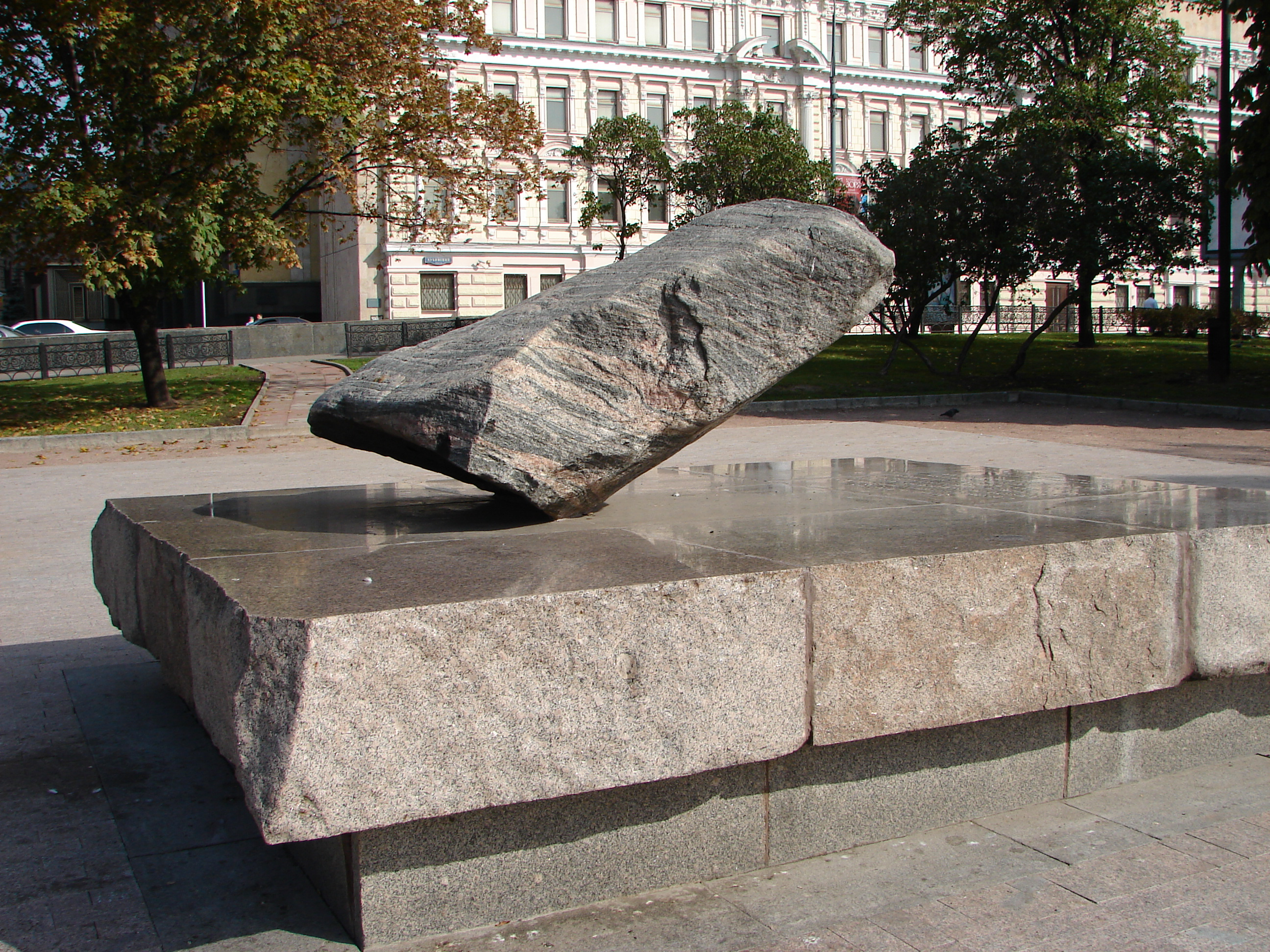
モスクワにあるソロヴェツキーの石

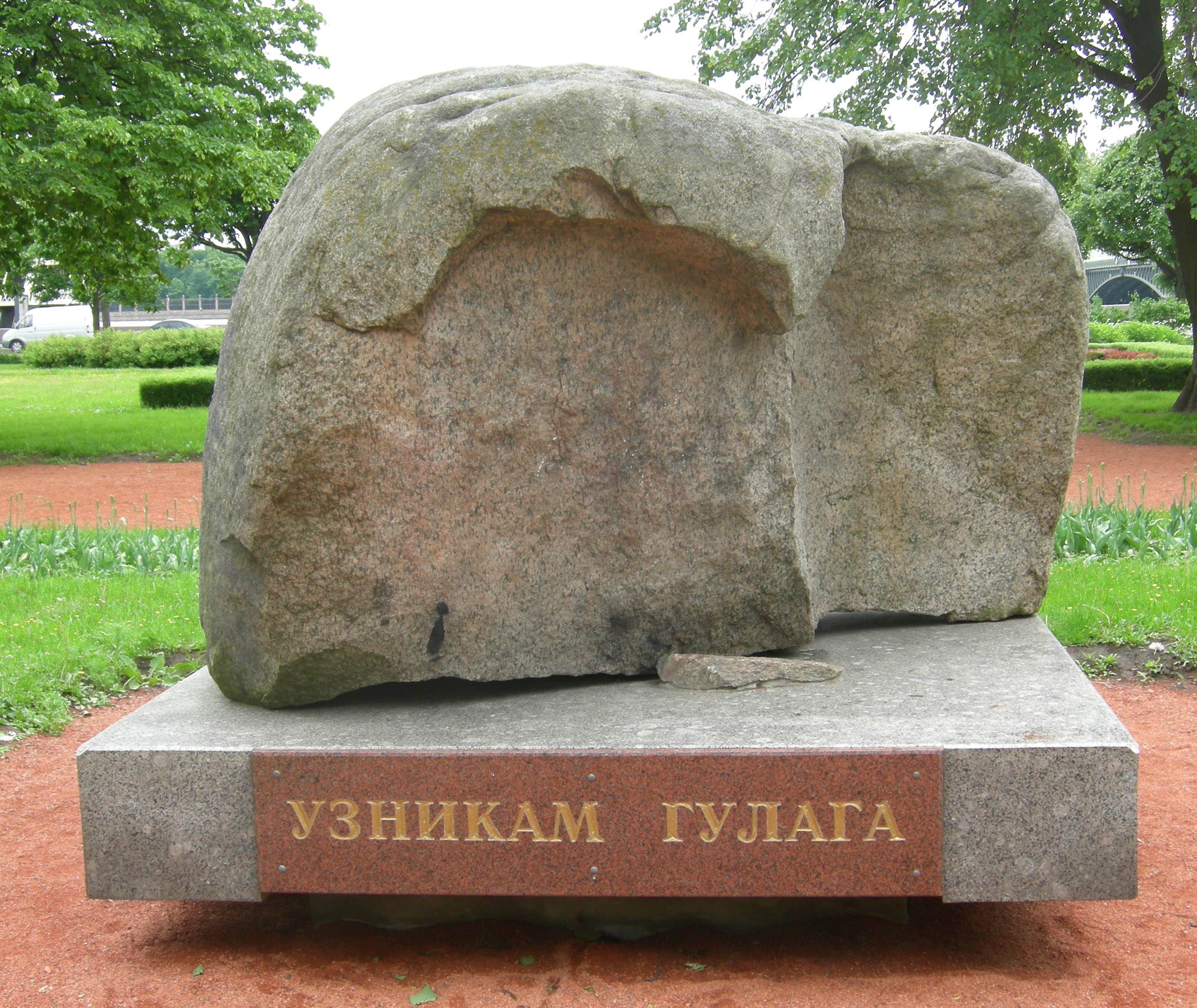
サンクトペテルブルクにあるソロヴェツキーの石

ソロヴェツキーの石（ロシア語: Солове́цкий ка́мень, ラテン文字転写: Solovetskij kamen）はモスクワのルビャンカ広場（かつてKGB本部があり、現在はFSB本部がある）に置かれた記念碑。ソ連のグラグの一つ、ソロヴェツキー強制収容所が置かれたソロヴェツキー諸島から運ばれた大きな石である。1990年にソ連における政治的抑圧の被害者を記念して設置された。

## 歴史

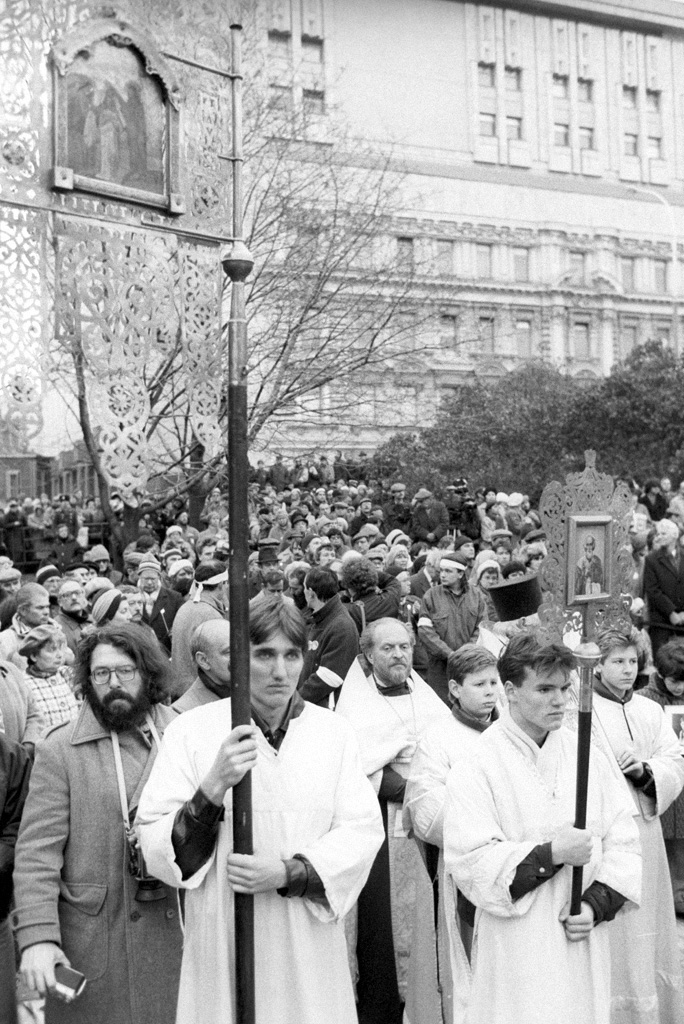
ルビャンカ広場でソロヴェツキーの石の除幕式に合わせてスターリンによる政治的抑圧の犠牲者のためのパフォーマンスを行うグレブ・ヤクーニン（1990年10月30日、モスクワ）

ロシアのNGO、メモリアルによれば、1974年に政治犯たちが「ソ連政治犯の日」を定めたことを記念して、1990年10月30日に建立された。1991年には、ロシア最高会議は公式に10月30日を「政治的抑圧の犠牲者の記念日」に定めた。
2002年にはサンクトペテルブルクのトロイツカヤ広場に新たなソロヴェツキーの石が設置された。これはエフゲニー・ウクナーリョフがデザインしたもので、ペトログラード・レニングラードにおける政治的抑圧の犠牲者の公的な記念碑として知られている。この10トンの花崗岩の巨石は、元はソロヴェツキー強制収容所の処刑場から50メートル離れたところにあった。岩は「グラグの囚人達へ」「共産主義テロルの犠牲者達へ」「自由の闘士達へ」という言葉と、アンナ・アフマートヴァの詩「レクイエム」の一節、"Хотелось бы всех поименно назвать..."（彼ら全員をその名で呼びたい、けれど...）が刻まれた磨き花崗岩の台に置かれている。記念碑は2002年9月4日にサンクトペテルブルク開府300年祝賀に合わせて公開された。Solvki Encyclopediaによると、ウクナーリョフと記念碑を企画したロシア国家院議員ユーリィ・ルィバコフは、10.4トンの巨石を白海のソロヴェツキー諸島から輸送する費用も含めて、すべての費用を個人で負担したという。サンクトペテルブルク市当局は、市の開府300年祝賀のために相当な額の予算を割り当てていたにもかかわらず、記念碑に対して一切の資金援助を行わなかった。